# Slobodan Jovicic
Slobodan-Boban Jovicic, född 10 juni 1977, är en svensk advokat. Han avlade juristexamen vid Stockholms universitet 2003 och blev ledamot i Sveriges advokatsamfund 2008. Sedan 2006 är Jovivic specialiserad på brottmål.
Slobodan Jovicic var sommaren 2019 svensk försvarsadvokat till den amerikanske rapparen ASAP Rocky efter att denne åtalats för misshandel.